# Dale Soules
Dale Soules (Nova Jérsei, 2 de outubro de 1946) e uma atriz norte-americana, conhecida pela participação na série Orange Is the New Black.